# Angelo Turconi (voetballer)
Angelo Turconi (Solbiate Olona, 5 juli 1923 - Busto Arsizio, 3 augustus 2011) was een Italiaans voetballer die als aanvaller actief was tussen 1940 en 1960. Hij is vooral bekend van zijn periodes bij Pro Patria en Como. Aansluitend was hij tot 1972 actief als trainer. Turconi behoorde tot het Italiaans voetbalelftal dat deelnam aan de Olympische Zomerspelen 1948.